# Bajaj Qute
Bajaj Qute (ранее Bajaj RE60) — заднемоторный, заднеприводный, четырёхместный квадрицикл, выпускаемый индийской компанией Bajaj Auto и ориентированный, в первую очередь, на внутренний рынок Индии. Qute является первым четырёхколёсным автомобилем производства Bajaj Auto, представленным 3 января 2012 года. В Индии Qute юридически не классифицируется как автомобиль.
22 мая 2013 года государственный строй Индии юридически классифицировал Qute как квадрицикл. Он не способен развивать максимальную скорость 90 км/ч и поэтому его разрешено использовать только в коммерческих целях для замены моторикш.

## История
В 2010 году компания Bajaj Auto объявила о сотрудничестве с Renault и Nissan в целях разработки автомобиля стоимостью 2500 долларов США с топливной экономичностью 30 километров на литр (3,3 л/100 км) и выбросами углекислого газа 100 г/км.
Bajaj RE60 впервые был представлен 3 января 2012 года на выставке Auto Expo в Индии. Во время презентации было объявлено, что автомобиль обладает высокой топливной экономичностью (35 км/л) и низким уровнем выбросов углекислого газа.
Благодаря таксометру, встроенному в приборную панель, фирма ориентируется на водителей авторикш, предлагая четырёхколёсный транспорт, такой же экономичный, как и трёхколёсный, но более безопасный и комфортный.

## Особенности
Bajaj Qute оснащается одноцилиндровым двигателем объёмом 217 см3, развивающим мощность 15 кВт (20 л. с.). Автомобиль имеет металлополимерный монокок, его масса составляет 400 кг, а радиус поворота — 3,5 м. Максимальная скорость 70 км/ч.

## Безопасность
В 2016 году Bajaj Qute в стандартной комплектации для европейского рынка получил 1 звезду в рейтинге квадрициклов Euro NCAP.

## Планы

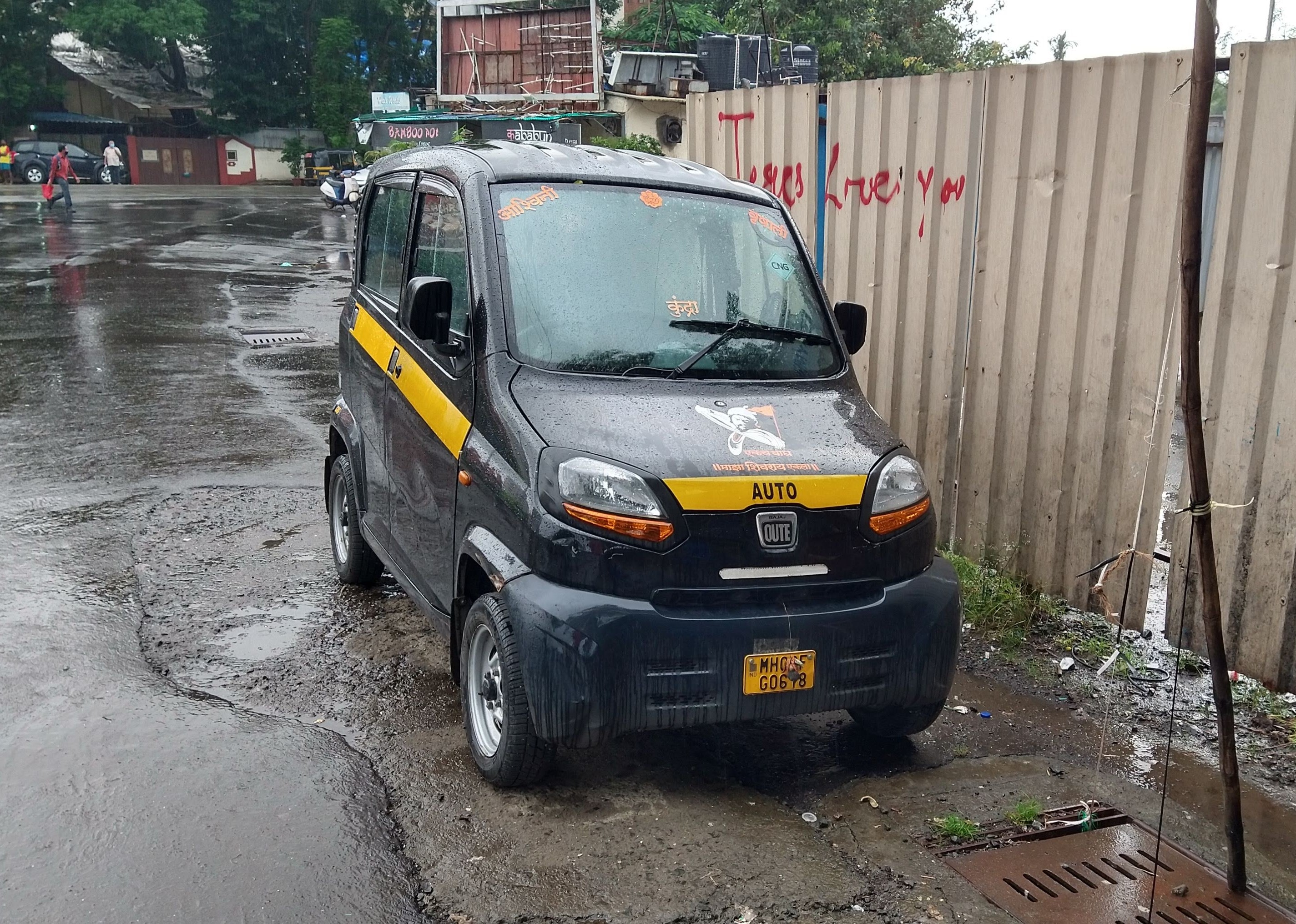
Авторикша Bajaj Qute в Мумбаи

Компания Bajaj Auto планирует выпускать 5000 единиц в месяц квадрициклов Bajaj Qute в Аурангабаде. Ожидается, что цена будет составлять от 1,25 до 2,5 лакх. Министерство автомобильного транспорта и шоссейных дорог Индии решило разрешить эксплуатацию квадрициклов в качестве пассажирского транспортного средства, помимо коммерческого использования. 16-летним гражданам разрешили водить только квадрициклы.
В 2019 году Bajaj Qute получил все разрешения для индийских дорог после 6 лет судебных разбирательств и нормативных препятствий. Правительства 22 штатов одобрили Bajaj Qute и уже курсируют по дорогам Кералы, Гуджарата, Раджастана, Уттар-Прадеша, Одиши и Махараштры.

## В популярной культуре
В 2022 году Bajaj Qute снимался в американском романтическом комедийном фильме «Затерянный город», где его используют главные герои перед уничтожением.